# 東蒔田町
東蒔田町（ひがしまいたまち）は、神奈川県横浜市南区の地名。「丁目」の設定のない単独町名である。住居表示未実施区域。

## 地理
南区の東部に位置し、東に睦町、南に堀ノ内町、西に榎町、北西に共進町、北東に新川町・二葉町・高砂町と接している。

## 歴史

### 沿革
- 1935年（昭和10年）7月1日 - 蒔田町、堀ノ内町、中村町、磯子区丸山町の各一部を分離し、東蒔田町を新設。横浜市中区東蒔田町となる[6]。
- 1943年（昭和18年）12月1日 - 南区の新設により、横浜市南区東蒔田町となる[7]。
- 1967年（昭和42年）9月6日 - 堀ノ内町、睦町の各一部を東蒔田町に編入。東蒔田町の一部を榎町、高砂町、二葉町、新川町へ編入[8]。
- 1969年（昭和44年）10月1日 - 行政区再編成により、南区を再配置。横浜市南区東蒔田町となる[9]。

## 世帯数と人口
2025年（令和7年）6月30日現在（横浜市発表）の世帯数と人口は以下の通りである。
| 町丁     | 世帯数  | 人口    |
| -------- | ------- | ------- |
| 東蒔田町 | 974世帯 | 1,582人 |

### 人口の変遷
国勢調査による人口の推移。
| 年                 | 人口  |
| ------------------ | ----- |
| 1995年（平成7年）  | 1,834 |
| 2000年（平成12年） | 1,736 |
| 2005年（平成17年） | 1,719 |
| 2010年（平成22年） | 1,593 |
| 2015年（平成27年） | 1,606 |
| 2020年（令和2年）  | 1,638 |

### 世帯数の変遷
国勢調査による世帯数の推移。
| 年                 | 世帯数 |
| ------------------ | ------ |
| 1995年（平成7年）  | 782    |
| 2000年（平成12年） | 781    |
| 2005年（平成17年） | 791    |
| 2010年（平成22年） | 785    |
| 2015年（平成27年） | 824    |
| 2020年（令和2年）  | 898    |

## 学区
市立小・中学校に通う場合、学区は以下の通りとなる（2024年11月時点）。
| 番・番地等 | 小学校             | 中学校             |
| ---------- | ------------------ | ------------------ |
| 全域       | 横浜市立日枝小学校 | 横浜市立共進中学校 |

## 事業所
2021年（令和3年）現在の経済センサス調査による事業所数と従業員数は以下の通りである。
| 町丁     | 事業所数 | 従業員数 |
| -------- | -------- | -------- |
| 東蒔田町 | 45事業所 | 336人    |

### 事業者数の変遷
経済センサスによる事業所数の推移。
| 年                 | 事業者数 |
| ------------------ | -------- |
| 2016年（平成28年） | 47       |
| 2021年（令和3年）  | 45       |

### 従業員数の変遷
経済センサスによる従業員数の推移。
| 年                 | 従業員数 |
| ------------------ | -------- |
| 2016年（平成28年） | 281      |
| 2021年（令和3年）  | 336      |

## 施設
- 横浜市立共進中学校
- いなげや 横浜東蒔田店[19]

## その他

### 日本郵便
- 郵便番号 : 232-0045[3]（集配局：横浜南郵便局[20]）

### 警察
町内の警察の管轄区域は以下の通りである。
| 番・番地等 | 警察署   | 交番・駐在所 |
| ---------- | -------- | ------------ |
| 全域       | 南警察署 | 中村橋交番   |